# Aptosimum albomarginatum
Aptosimum albomarginatum är en flenörtsväxtart som beskrevs av Marl. et Engl.. Aptosimum albomarginatum ingår i släktet Aptosimum och familjen flenörtsväxter. Inga underarter finns listade i Catalogue of Life.